# ガジャパティ朝

ガジャパティ朝

ガジャパティ朝（ガジャパティちょう、英語：Gajapati dynasty）とは、15世紀前半から16世紀中ごろにかけて、東インドのオリッサ地方に存在したヒンドゥー王朝（1434年 - 1541年）。首都はカタック。

## 歴史

### 簒奪と成立
1420年代以降、東ガンガ朝の宰相カピレーンドラ（カピレーシュヴァラ）は政治の実権を握り、1434年に東ガンガ朝を滅ぼして、ガジャパティ朝を創始した。
成立当初、ベンガル・スルターン朝のシャムスッディーン・アフマド・シャーが混乱を狙い攻め込んできたが、これを撃退している。

### 周辺諸国との戦いと繁栄

オリッサ地方

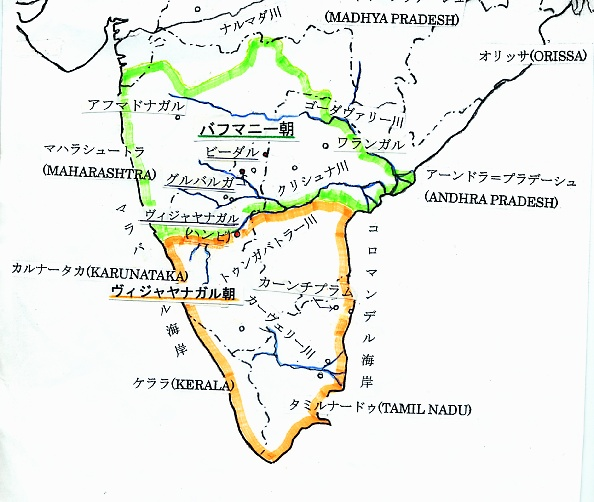
14世紀後半頃のバフマニー朝とヴィジャヤナガル王国

創始者カピレーンドラ（在位：1434年 - 1466年）はスーリヤヴァンサのクシャトリヤを称し、前王朝の時代に衰退した王国の巻き返しを図るため、前王朝を長年苦しめた周辺諸国との戦いに臨んだ。
カピレーンドラをよく助けたのは息子のハンヴィーラで、彼は1448年にアーンドラ地方のレッディ王国を滅ぼし、同年にはデカンのバフマニー朝のアラーウッディーン・アフマド・シャー2世と、1459年にはその息子アラー・ウッディーン・フマーユーン・ザリーム・シャーの侵攻を撃退するなど、周辺諸国とよく戦い、王国のために尽力した。
こうして、カピレーンドラの治世晩年にオリッサは繁栄を取り戻し、かつて侵略に苦しめられた周辺国にも遠征軍を送るようになり、北はベンガル王国のガンジス川流域、南はヴィジャヤナガル王国の領土へ、1464年にはカーヴェーリ川を越えてティルチラーッパッリまで進撃した。
また、ガジャパティ朝は遠征によって莫大な富を獲得し、その首都カタックは1450年代には人口10万人達しており、この王国は中世インドの強国の一つとして栄えた。

### 内乱と反撃

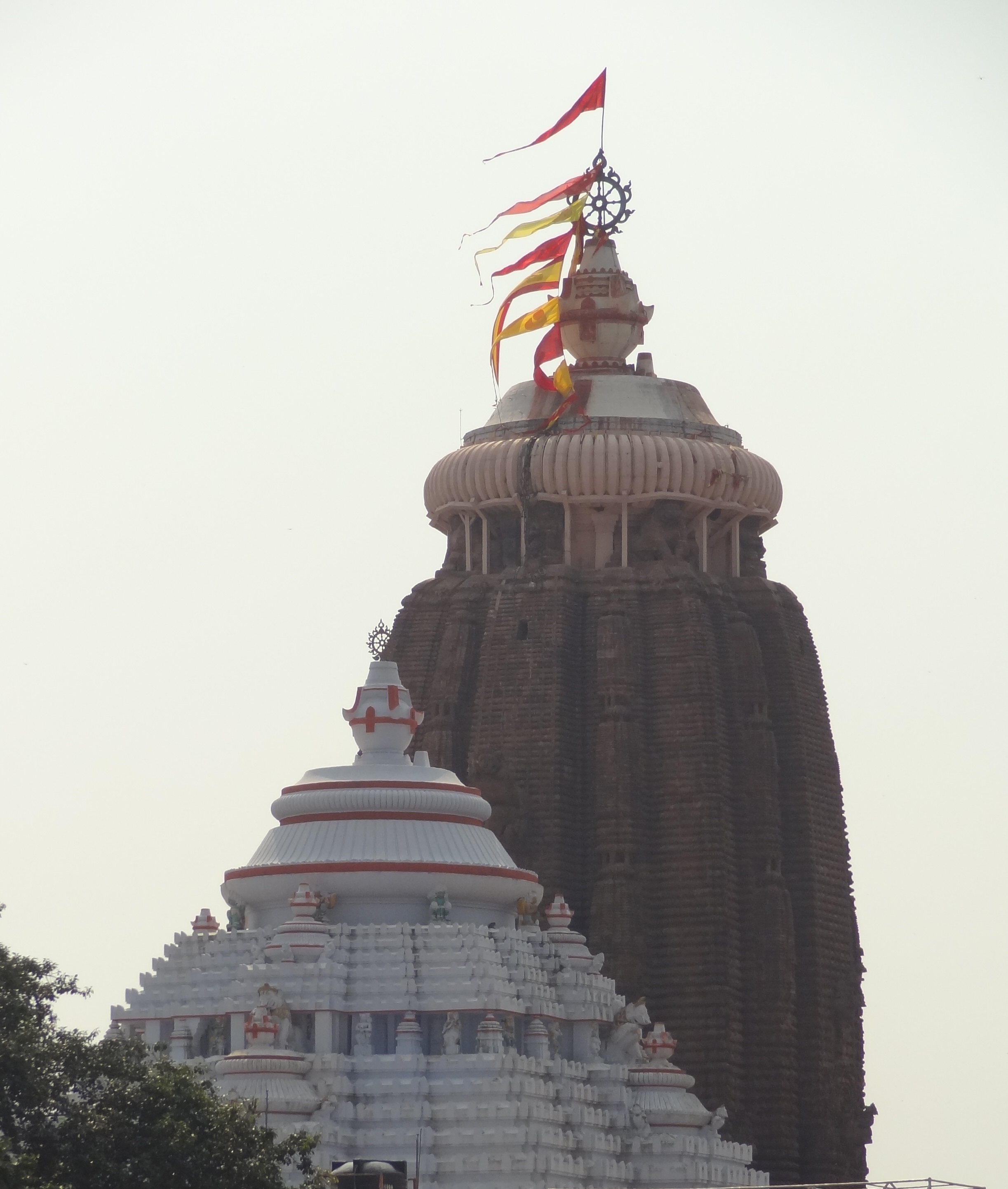
ジャガンナート寺院

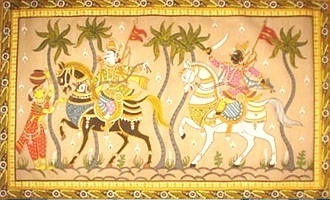
プルショッタマの時代に描かれたジャガンナート寺院の壁画

しかし、1466年、カピレーンドラは死の間際、武勇にすぐれ多大な功績をもつハンヴィーラではなく、政治的才能をもつ下の息子プルショッタマ（在位：1466年 - 1497年）のほうが王朝の運命を託すにふさわしいと考え、彼を後継者に指名した。
ハンヴィーラは父の決定に激怒して反乱を起こし、1472年には首都カタックを占領するなど、新王プルショッタマは窮地に立たされたが、1476年に兄を破って首都を奪い返し、その王座を確固たるものとした。
プルショッタマはその治世、プリーのジャガンナート寺院の拡張工事を行い、寺院のすばらしい壁画も彼の時代に描かれた。
プルショッタマも父王と同様に、ベンガル王国やヴィジャヤナガル王国に遠征軍を送ったが、ヴィジャヤナガル王国のほうでは、サールヴァ・ナラシンハが現れて窮地にあった王国を救ったため、遠征軍は追い払われた。
1491年、ヴィジャヤナガル王サールヴァ・ナラシンハ1世が死ぬと、その幼い息子ナラシンハ2世を擁した摂政トゥルヴァ・ナラサー・ナーヤカが領土の回復に努め、次第に反撃してくるようになった。
また、北のベンガル王国でも、1493年に新王朝のフサイン・シャーヒー朝が成立し、同様に反撃してきた。
こうしたなか、1500年にプルショッタマは死に、息子のプラターパルドラ（在位：1497年 - 1540年）が後を継いだ。

### 衰退と滅亡

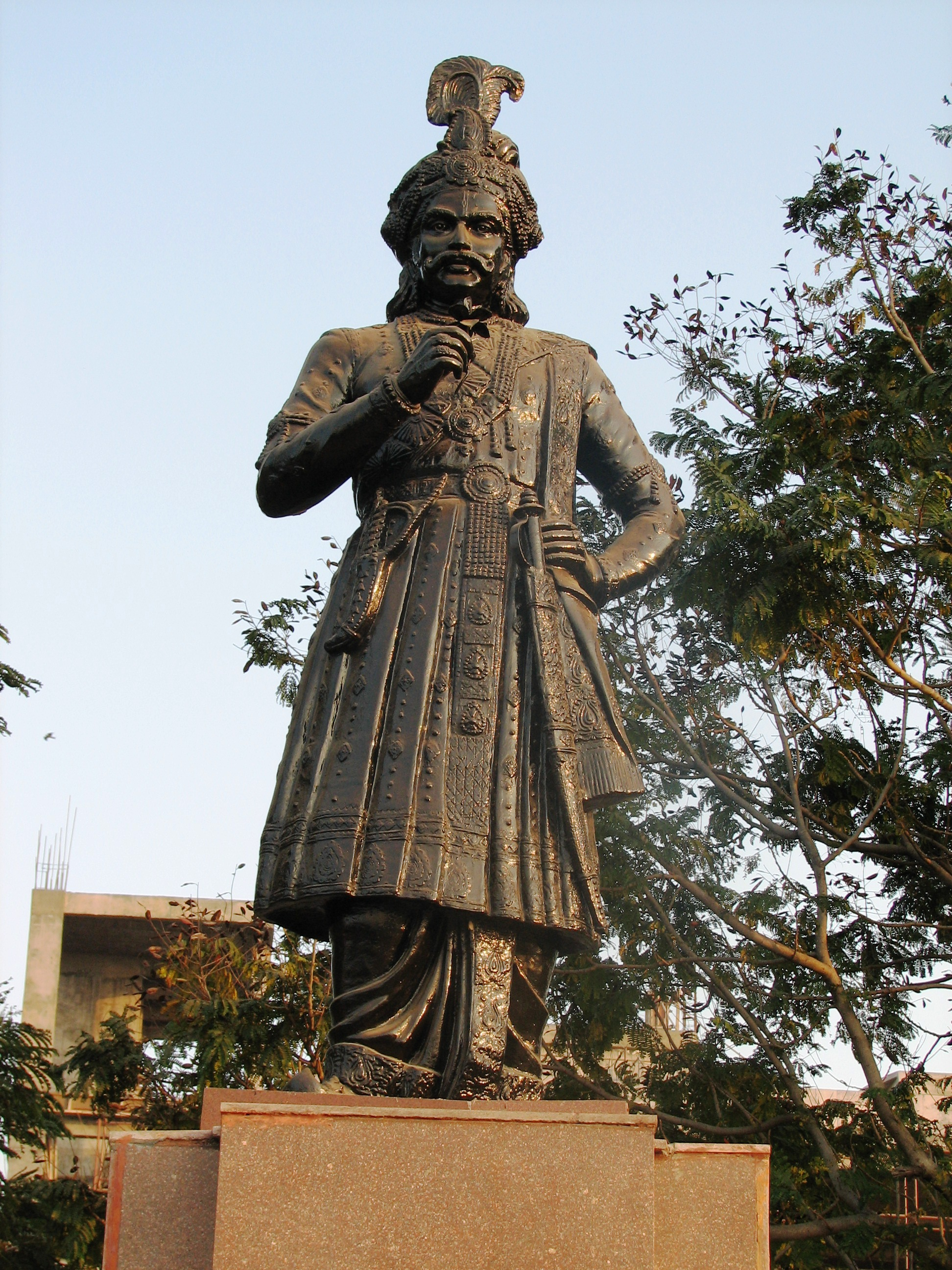
クリシュナ・デーヴァ・ラーヤ

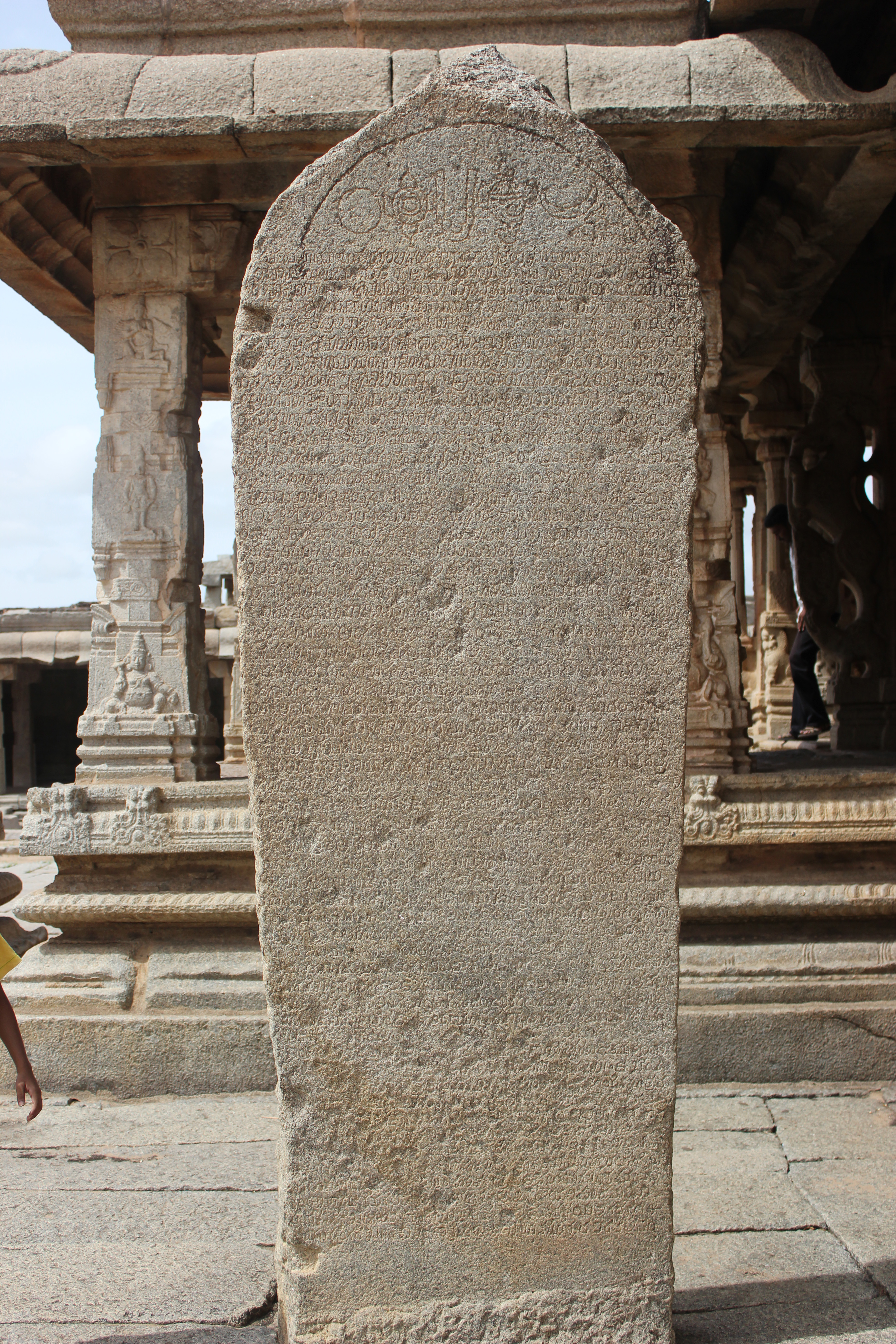
1513年のガジャパティ朝への勝利が記されたカンナダ語の碑文（ハンピのクリシュナ寺院）

プラターパルドラは非常に信心深く、彼の王国に住んでいたヒンドゥー教ヴィシュヌ派の宗教改革家チャイタニヤを保護し、その弟子となって師事した。
しかし、1509年にヴィジャヤナガル王国で、トゥルヴァ・ナラサー・ナーヤカの息子クリシュナ・デーヴァ・ラーヤが王となると、状況はさらに悪化していった。
ヴィジャヤナガル王国は南インドの領土をすべて奪い返したのち、ガジャパティ朝の領土に遠征軍を送り、1512年には王朝の重要拠点ウダヤギリが落とされて、シンハーチャラムまで奪われるなど、王朝は南インドのみならずオリッサの領土まで喪失した。
このように、16世紀に王朝は南北からの攻撃にあい、衰運の一途をたどっていき、さらにはデカンのゴールコンダ王国の侵攻も受けるようになり、そうしたなか、1540年にプラターパルドラは死亡した。
プラターパルドラが死亡したのち、息子のカルア（在位：1540年 - 1541年）が継いだが翌1541年に死亡し、その弟のカハルラ（在位：1541年）が後を継いだものの、同年に宰相ゴーヴィンダ・ヴィディヤーダラに殺され、ガジャパティ朝は滅亡した。
ゴーヴィンダ・ヴィディヤーダラは新たにクルダー王国を創始したが、1593年にこの王国はムガル帝国に征服され、オリッサ地方はオリッサ太守（ナワーブ）の管轄となった。

## 歴代君主
- カピレーンドラ（Kapilendra, 在位：1434年 - 1466年）（カピレーシュヴァラ（Kapileshvara）とも呼ばれる）
- プルショッタマ（Purushottama, 在位：1466年 - 1497年）
- プラターパルドラ（Prataparudra, 在位：1497年 - 1540年）
- カルア（Kalua, 在位：1540年 - 1541年）
- カハルア（Kakharua, 在位：1541年）